# Oulad Ali Mansour
Oulad Ali Mansour  (in arabo أولاد علي منصور‎?) è un centro abitato e comune rurale del Marocco situato nella provincia di Tétouan, regione di Tangeri-Tetouan-Al Hoceima. Conta una popolazione di 5 306 abitanti (censimento 2014).